# Ślipce
Der Ślipce ist ein Berg in den polnischen Zipser Pieninen, einem Gebirgszug der Pieninen, mit 703 Metern Höhe über Normalnull.

## Lage und Umgebung
Der Ślipce liegt im Hauptkamm der Pieninen. Nördlich des Gipfels liegt der Stausee Jezioro Czorsztyńskie und südlich der Gebirgsbach Łapszanka.

## Tourismus
Der Gipfel ist von allen umliegenden Ortschaften leicht auf markierten Wanderwegen erreichbar. Er liegt außerhalb des polnischen Pieninen-Nationalparks.

### Routen zum Gipfel
Eine markierte Route zum Gipfel führt von Łapsze Wyżne:
- ▬ der gelb markierte Kammweg von Falsztyn über den Gipfel und weiter nach Łapsze Niżne.